# Mihai Iacobescu
Prof. Univ. Dr. Mihai Iacobescu (n. 5 august 1938) este un istoric și fost senator român în legislatura 1990-1992, cetățean de onoare al județului Suceava. În cadrul activității sale parlamentare, Mihai Iacobescu a fost membru în grupurile parlamentare de prietenie cu Ungaria, URSS și Republica Polonă.  
Mihai Iacobescu a fost director adjunct al Muzeului de Istorie din Suceava între anii 1975-1980, perioadă în care a fost deschisă expoziția permanentă a instituției.  
Mihai Iacobescu face parte din colectivul care a pus bazele Institutului Pedagogic de trei ani de la Suceava, care a devenit ulterior Universitatea Ștefan cel Mare. În cadrul acestei instituții, a fost coordonator al Catedrei de Istorie, decan al Facultății de Istorie și Geografie, prorector USV. Mihai Iacobescu a predat și a publicat cursuri de istorie modernă și contemporană universală, precum și cursuri de istoria pedagogiei și istoria dreptului. 
Printre publicațiile sale se numără volume de specialitate precum Din Istoria Bucovinei, România și societatea națiunilor 1919-1929, 30 de zile în Siberia căutând arhivele Bucovinei, dar și volume de beletristică precum Îsemnări din vacanță sau Comoara de la Voroneț.  